# Mark Sanford
Marshall Clement "Mark" Sanford, Jr., född 28 maj 1960 i Fort Lauderdale, Florida, är en amerikansk republikansk politiker. Han har varit ledamot av USA:s representanthus 1995–2001 och på nytt 2013–2019. Han var South Carolinas guvernör 2003–2011.
Han avlade sin grundexamen vid Furman University och MBA vid University of Virginia. Han flyttade till Sullivan's Island, South Carolina i början av 1990-talet med hustrun Jenny och fyra söner: Marshall, Landon, Bolton och Blake.
Sanford efterträdde 1995 Arthur Ravenel som kongressledamot och efterträddes 2001 av Henry E. Brown. Han ställde inte upp för omval 2000 efter att ha lovat att bara sitta under tre mandatperioder 1994.
Som guvernör drabbades han av en otrohetsaffär. Senare genomgick han och hustrun Jenny en skilsmässa. I fyllnadsvalet 2013 gjorde han comeback som kongressledamot efter seger mot demokraten Elizabeth Colbert Busch.
I september 2019 tillkännagav Sanford att han kandiderar för det republikanska partiet i USA:s presidentval 2020. Han avslutade sin kandidatur den 12 november 2019.

## Val 2018
Sanford kritiserades av president Donald Trump via Twitter för att vara "mycket ohjälpsam" och "inget annat än problem" timmar innan omröstningar stängdes den 12 juni för det republikanska primärvalet. Trump stödde också statsrepresentant Katie Arrington som den republikanska kandidaten för Sanfords säte. Arrington besegrade Sanford i det republikanska primärvalet genom att få 50.5 procent av omröstningen, till Sanfords 46.5 procent. Sanford blev den andra republikanen att förlora renominering till representanthuset i valperioden 2018.
Den 6 november 2018 valdes demokraten Joe Cunningham till hans efterträdare och besegrade Arrington.